# Ludbreg
Ludbreg je grad u Hrvatskoj, u Varaždinskoj županiji.

## Ime
U izvorima na njemačkom jeziku naziva se Lubring, kajkavski Ljubreg.

## Gradska naselja
Grad Ludbreg sastoji se od 13 naselja: Apatija, Bolfan, Čukovec, Globočec Ludbreški, Hrastovsko, Kućan Ludbreški, Ludbreg, Poljanec, Segovina, Selnik, Sigetec Ludbreški, Slokovec i Vinogradi Ludbreški.

## Položaj
Prometno je Ludbreg i okolicu određivao položaj uz rijeke Dravu i Bednju, te Bilogorske-topličko pobrđe (u uvjetno-homogenom pogledu). K tome valja pridodati položaj između većih regionalnih središta kakva su bila Varaždin, Koprivnica, Križevci i Čakovec kao najvažnija, te manjih središta poput Legrada i Preloga (u nodalno-funkcionalnom pogledu). Uz to, važan je i geopolitički položaj, prvenstveno jer ovaj dio Hrvatske prestaje biti pogranični povlačenjem granice s Osmanskim Carstvom nakon 1699. godine znatno istočnije od Ludbrega. Jedine granice koje su donekle utjecale na ludbreški prostor bile su one s Mađarskom (jer je Međimurje ušlo u njen sastav) i sa slovenskim zemljama (Štajerskom).
Razinu prometne pogodnosti pojedinih naselja u okolici Ludbrega određivali su ponajprije prirodno-geografski elementi, koji su bili osnovica pri stvaranju rastera naseljenosti. Bitna odrednica je bio longitudinalni prometni smjer, koji je dolinom rijeke Drave zapad povezivalo s istokom (i obrnuto). Na tu osnovnu longitudinalnu vezu naslanjali su se i vicinalni transverzalni pravci, određeni na sjeveru najpovoljnijim gazovima preko rijeke Drave, a na jugu transverzalnim uskim ili kompozitnim dolinama i dolinicama rijeka i potoka, koji su presijecali sjeverne obronke Bilogore, Kalnika i Topličke gore omogućujući lakšu komunikaciju. U tom pogledu je svakako najznačajniji proboj rijeke Bednje, a na njenom izlasku u dravsku nizinu, prema svim zakonitostima prometno-geografskog položaja, moralo je nastati važnije naselje, jer je ta točka ujedno bila vrlo važno prometno križište. Takav položaj koji je još naglašen povoljnom reljefnom mikrolokacijom na uzdignutoj koti iznad Bednje, omogućio je Ludbregu da opstane kao centralno naselje čiji je utjecaj tijekom stoljeća prelazio lokalne okvire.
Ludbreg je postao korespodentno naselje, s jedne strane za dio dravske nizine, ali i za dio područja prema gornjem dijelu doline Bednje na jugu, te prema sjeveru - s važnim vezama prema Međimurju i jugozapadnoj Mađarskoj. Gladajući širi prostor 18. stoljeća, Ludbreg je u lokalnim okvirima uspješno nadopunjavao gradske funkcije i centralitet Varaždina, Koprivnice i Križevaca.
Prirodne značajke Ludbrega i okolice posebno su važne za tijek naseljavanja i prostorni raspored naseljenosti, odnosno za kasniji odnos čovjeka i okoliša. Od sjevera prema jugu, odnosno od rijeke Drave do kalničko-topličkog pobrđa, izmjenjuje se nekoliko karakterističnih reljefno-pedoloških zona, koje su utjecale na klimu i biljni svijet, a pogotovo na gustoću i razmještaj naseljenosti stanovništva.

## Reljef
Iako se čini da reljef u okolici Ludbrega ima niski stupanj energije, s kontinuiranim općim padom od juga prema sjeveru, odnosno od zapada prema istoku - i male hipsografske razlike u dravskoj nizini imaju veliko značenje. Općenito uzevši, možemo u Ludbreškoj Podravini razlikovati tri karakteristične reljefne cjeline, zonalno izdužene u smjeru istok-zapad: 1. Na sjeveru je niski, u 18. stoljeću zamočvaren poloj vodotoka Drave, Plitvice, Bednje i Glibokoga; 2. Najplodniji i najvitalniji dio je zona holocenih i würmskih terasa - zapravo kontaktno područje između dravskog poloja na sjeveru i kvartarno-tercijarog pobrđa na jugu; 3. Na jugu je zona pobrđa, mahom kvartarne i dijelom tercijarne starosti, koja se prema jugu nastavlja u razmjerno visoki mezozojski horst Kalnika.
U geološkom pogledu, veći dio Ludbreške Podravine povezan je s tzv. Varaždinsko-murskom potolinom, jer su stare naslage tu znatno potonule. Najizdigutije (najtanje) su na tzv. Koprivničkom pragu. Istočno od Koprivničkog praga započinje duboka izdužena Dravska potolina. Kvartarne i tercijarne naslage kod Ludbrega dosežu djelomice dubinu veću od kilometar i pol. Potkraj tercijara nastupilo je uzdizanje tih mlađih naslaga, a tektonska gibanja nastavljena su i u kvartaru, pleistocenu i holocenu. Tako pleistocene sedimente, primjerice, nalazimo i na uzdignutijim terenima sjevernog pobrđa Kalnika i Topličke gore, a o tome dokumentiraju i pojedine ciglane na tim lokalitetima, kao primjerice u Ludbregu u 18. stoljeću (i kasnije). Tercijarna tektonska gibanja osobito su bila izražena u prostoru horsta kalnika, koji je u osnovi sastavljen od mezozojskih stijena - vapnenca iz jure i krede.

## Klima
Klimatska obilježja odraz su geografskog položaja na jugozapadu Panonske nizine, a lokalne razlike su uvjetovane reljefnim i hidrogeografskim značajkama Ludbreške Podravine. Za poznavanje klime u 18. stoljeću u okolici Ludbrega nemamo izravnih podataka, ali možemo pretpostaviti da nije bilo većih razlika između ondašnjih i današnjih klimatskih uvjeta, osim što je bilo nešto hladnije. Danas tu vlada tip umjereno tople vlažne klime kontinentalnih obilježja (prema Köpenu). Prema tomu, i tu postoje velike temperaturne amplitude između ljeta i zime, pogotovo u usporedbi s ekstremima (godišnja temperaturana amplituda može biti veća i od 60 stupnjeva Celzijusa). Srednjaci su razmjerno povoljni, jer je prosječna temperatura u siječnju oko -2 °C, a u srpnju 18 °C. Ti su srednjaci u 18. stoljeću morali bili nešto niži. Padaline opadaju od zapada prema istoku, jer ih uglavnom donose zapadni vjetrovi. Glavni maksimum je u jesen, a drugi maksimum je u proljeće i rano ljeto. Značajke i obilježja te klime su i velike oscilacije u količini padalina, u visini temperatura, te u snježnosti, mrazovitosti i slično. Tim klimatskim značajkama (ali i blagim pretežito zapadnim, sjeverozapadnim i južnim vjetrovima), danas (i u ranijim stoljećima) je prilagođen izbor ratarskih, voćarskih i vinogradarskih kultura.
Prirodna vegetacija Ludbreške Podravine specifični je sastavni dio šireg panonskog areala, ali sa svojim posebnostima. U dravskom poloju nekada je osnovica bila zajednica hrasta lužnjaka, s pripadajućim biljem. Međutim tu je prirodni pejzaž potpuno izmijenjen djelovanjem čovjeka. To se pogotovo očitovalo tijekom sustavnog smanjivanja šumskog pokrova tijekom stoljeća, ali i drugih promjena u poljoprivrednoj proizvodnji koje su mijenjale prirodni pejzaž.
Na temelju geoloških, geomorfoloških, klimatskih, hidrografskih i vegetacijskih značajki tijekom stoljeća razvilo se tlo Ludbreške Podravine, koje je najvećim dijelom rezultat djelovanja čovjeka, a stanje kakvo je bilo u 18. stoljeću nije bitnije promijenjeno do danas. U dravskom poloju najznačajnija je grupa holocenokarbonatnih tala, uglavnom azonalnih značajki, dok su najkvalitetnija tla na terasama. U pobrđu su najslabija tla, uvelike podzolirana i teža za obradu gdje je prisutna sedimentarna glina.
Hidrografske značajke Ludbrega i okolice određene su uglavnom tijekom 18. stoljeća (ali i ranije i kasnije do danas) dominantnim utjecajem rijeke Drave, te njezinim južnim pritocima: Plitvicom, Bednjom i Segovinom i Glibokim. Tada ti vodotoci još nisu bili regulirani, a prvi poznati planovi regulacije rijeke Drave i njezinih pritoka na širem području Ludbreške Podravine postoje iz 1777. godine. Zbog čestih poplava je uprava ludbreškog vlastelinstva 1786. godine uputilo molbu Križevačkoj županiji kako bi se iskopao kanal protiv poplava rječice Plitvice. Uz to su za ludbreški kraj posebno značajna velika bogatstva kvalitetne podzemne vode, s obzirom na razmjerno debele slojeve šljunka i pijeska. Vode su tijekom čitavog 18. stoljeća ludbreškom stanovništvu određivale ritam života (ponajviše poplavama koje su često bilježene u onovremenim dokumentima), utjecale su na prostorni raspored naseljenosti, ali i određivale snagu nizu gospodarskih djelatnosti koje su se ovdje razvile - mlinarstvo, zlatarstvo, splavarstvo, šajkaštvo itd.

## Stanovništvo
Prema popisu stanovništva 2011. godine grad Ludbreg sa svim svojim naseljima je imao 8.478 stanovnika,  dok je samo naselje grada Ludbrega po istom popisu imalo 3.603 stanovnika.
| broj stanovnika | 3571  | 4208  | 4595  | 5314  | 5838  | 6145  | 5999  | 6807  | 7056  | 7153  | 7002  | 7344  | 8165  | 8485  | 8668  | 8478  | 8477  |
|                 | 1857. | 1869. | 1880. | 1890. | 1900. | 1910. | 1921. | 1931. | 1948. | 1953. | 1961. | 1971. | 1981. | 1991. | 2001. | 2011. | 2021. |

| broj stanovnika | 975   | 1117  | 1172  | 1401  | 1648  | 1724  | 1630  | 2016  | 1580  | 1667  | 1706  | 2238  | 3023  | 3327  | 3465  | 3603  | 3463  |
|                 | 1857. | 1869. | 1880. | 1890. | 1900. | 1910. | 1921. | 1931. | 1948. | 1953. | 1961. | 1971. | 1981. | 1991. | 2001. | 2011. | 2021. |

## Uprava
Gradonačelnik Ludbrega je Dubravko Bilić (nezavisan).

## Povijest
Središnje naselje Ludbreške Podravine je oduvijek bio Ludbreg. Nastanak vlastelinstva nije nam poznat. Postoji legenda da je grad Ludbreg pa valjda i vlastelinstvo osnovao plemić Lodbring 1100. godine na povratku iz križarskog rata. No, to je samo legenda koje nema nikakvo uporište u pisanim dokumentima.
Tijekom stoljeća je mijenjao razne vlasnike – primjerice godine 1451. Ludbreg je posjedovao Juraj Čuz, sin Ivana. On je 1452. dio ludbreških posjeda založio Andriji Orahovičkom. U založeni dio posjeda naselio se 1452. zajedno s Andrijom Orahovičkim i njegov zet Benedikt Turoczy koji je odmah ostvario utjecaj na neoženjenog i vjerojatno bolesnog Jurja Čuza Ludbreškog. Juraj je 1456. potvrdio Benediktu Turoczyju i njegovoj supruzi Ani posjed založenog dijela vlastelinstva jer je u međuvremenu umro Andrija Orahovički. Još iste godine Turoczy je uspio nametnuti Jurju ugovor o međusobnom nasljeđivanju. Taj je ugovor naredne godine potvrdio kralj. Ugovorom o međusobnom nasljeđivanju Benedikt Turoczy je pokušao osigurati posjedovanje čitavog vlastelinstva jer se očekivalo da će bolestan Juraj Čuz, koji nije imao muške nasljednike, uskoro umrijeti. Prema važećim pravnim propisima njegovi su se posjedi tada trebali vratiti kraljevom fisku. Strana osoba mogla ih je naslijediti samo na temelju ugovora o međusobnom nasljeđivanju koji je potvrdio kralj. Nije dovoljno jasno zbog čega je Juraj Čuz Ludbreški na samrti pokušao raskinuti ugovor s Benediktom Turoczyjem, a vjerojatno se nastojao osloboditi njegova skrbništva svojom posljednjom voljom iz 1461.
Trgovište (oppidum) Ludbreg se spominje prvi puta u oporuci Jurja Čuza iz 1461. godine. Početkom XVI. stoljeća ludbreško je trgovište išlo u red većih gradskih naselja u sjeverozapadnoj Hrvatskoj. Njemu je na ludbreškom vlastelinstvu pripadalo oko 20 % poreznih dimova, a prema tome u njemu je živjela približno petina podložnika ili barem poreznih obveznika. Stanovnici ludbreškog trgovišta činili su krajem XV. i početkom XVI. stoljeća posebnu skupinu podložnika. Vlastela su im priznavala status građana (cives), iako su oni i dalje bili feudalni podložnici. Trgovišta su mogla izabirati svog suca i osnivati općine koje su uživale široku autonomiju. Sloboštine pojedinih trgovišta bile su regulirane posebnim poveljama. Takva se povelja za Ludbreg nije sačuvala, ali se položaj njegovih građana nije mogao bitno razlikovati od položaja stanovnika sličnih naselja.
Juraj je sve svoje posjede predao Janu Vitovcu i njegovim sinovima. Nakon smrti Jurja Čuza Vitovci su sudskim putem zatražili vlastelinstvo, ali kralj Matijaš Korvin više nije želio jačanje Vitovaca koji su se pridružili velikaškoj oporbi. Ludbreg je zajedno s ludbreškim vlastelinstvom na kraju dosuđen Benediktu Turoczyju, a kralj Matijaš Korvin mu ga je 1464. godine potvrdio zasebnom darovnicom. Benediktov sin Juraj dobio je za Ludbreg i Svinušu 1468. godine novu darovnicu kojom su se Turoczyji utvrdili kao vlasnici. Kasnije su vlasnici bili iz obitelji Erdödy (hrvatski: Erdedi) i od 17. stoljeća do najnovijeg doba Batthyányi (hrvatski: Baćani). Danas je Ludbreg naselje sa statusom grada, a tijekom 20. stoljeća se polako razvijalo u moderni centar Ludbreške Podravine.

## Spomenici i znamenitosti
Najveća arhitektonska znamenitost Ludbrega je barokni dvorac Batthyany, u kojemu je smještena radionica Hrvatskog restauratorskog zavoda. Dvorac je nastao pregradnjom starijeg srednjovjekovnog dvorca za grofa Ludovika Batthyanyja sredinom 18. stoljeća (1745. – 1753.) u reprezentativnu baroknu rezidenciju. Gradnju je vodio štajerski arhitekt Joseph Hueber. U dvorcu se nalazi kapela Sv. Križa u kojoj se 1411. godine dogodio čudesan događaj pojave Presvete Krvi Isusove, radi kojega je papa Leon X., 1513. godine izdao bulu i proglasio Ludbreg svetištem. Kapela je 1753. oslikana zidnim slikama koje je radio slikar Michael Peck iz Kaniže. Uz dvorac se nalaze dvije gospodarske zgrade. U zapadnoj je Sala Terrena, odnosno stan gradskog suca, također oslikan baroknim freskama.
Župna crkva Presvetog Trojstva najznačajnija je sakralna građevina u Ludbregu. Spominje se još 1334. godine, a današnja je izgrađena u baroknom razdoblju. Oslikana je freskama slikara Mirka Račkog. U crkvi se od 16. stoljeća (1513.g.) čuva Relikvija Predragocijene Krvi Isusove. Ampulica s Predragocjenom Krvi Isusovom koja je nastala na čudesan način za vrijeme pretvorbe tijekom mise, (1411.g.) čuva se u pokaznici izrađenoj 1721. godine. Oko crkve se pruža slikoviti cinktor, tj. barokni trijem sa stupovima.
Od sakralnih zdanja, u Ludbregu se nalazi i mala barokna kapela Žalosne Gospe, podignuta 1765. uz obalu rijeke Bednje. U novije je vrijeme izgrađeno 
Svetište Predragocjene Krvi Kristove. Svetište je podignuto radi ispunjenja davnog zavjeta iz 1739. godine, a sastoji se od zavjetne kapele Hrvatskog sabora i postaja Križnog puta, čineći izložbu mozaika od murano stakla na otvorenom.

### Događaj čuda Svete Krvi
Iako nema nikakvih pisanih dokumenata, predaja govori da se samo godinu dana nakon posvete župne crkve u kapelici dvorca Batthyany 1411. zbio nesvakidašnji događaj. Za vrijeme bogoslužja, svećeniku koji je sumnjajući u istinitost riječi Pretvorbe "Ovo je tijelo moje" i "Ovo je moja krv...." u kaležu je nakon lomljenja hostije na tri dijela potekla prava krv. Zaprepašten i silno preplašen, svećenik je brzo završio svetu misu.
Tekućinu iz kaleža pospremio je u staklenu posudicu, skrio, i o događaju šutio do kraja života. Tek na samrti javno je priznao što se dogodilo i ampulu s tekućinom predao na čuvanje svojoj subraći svećenicima u župnoj crkvi sv. Trojstva.
Glas o tome događaju brzo se pronio cijelim krajem. Narod je u sve većem broju počeo dolaziti u Ludbreg. Svi su željeli vidjeti taj opipljivi i svima vidljivi znak Božje prisutnosti u maloj staklenoj posudici. Predaja govori da su se od toga vremena u Ludbregu počela događati čudesna ozdravljenja na zagovor Presvetoj Krvi.

### Pape i ludbreško proštenište
Sumnje u istinitost događaja potaklo je plemića Tomu de Zecha iz Lentija da o čudesnom događaju i svemu što se poslije u Ludbregu događalo obavijesti papu Julija II. Papa je istragu povjerio opatima Aquilejske dijeceze, Ivanu i Leonardu Šketa koji su odmah došli u Ludbreg. Istragu pod njihovim vodstvom vodio je odbor uglednih svećenika i svjetovnjaka.
Povijesni izvori navode gospodara Ludbrega Bernardina Turoczy, kneza Petra Balšu i plemiće Sigismunda Fronchera, Kristofa Moderaša, Mihajla Leštaka i Đuru Pattaka. Uz te plemiće u istrazi su sudjelovali Stjepan Popov župnik iz Ludbrega, Stjepan župnik iz Sv. Đurđa, Simon župnik iz Martijanca i Stjepan iz Križovljana. Oni su o svemu ispitali mnogo svjedoka čudesnih ozdravljenja nakon učinjenog zavjeta Krvi Kristovoj koji su dolazili čak i iz udaljenih zemalja: Štajerske, Mađarske, Srijema, Hrvatskog Zagorja, Prigorja.
Oni su nakon dugotrajnog i temeljitog ispitivanja sastavili zapisnik na temelju kojeg je papa Julije II izdao dva pisma. Prva bula Julija II je u stvari nalog zagrebačkoj biskupiji da se provede istraga. Druga bula zavedena u registru suplika 16. prosinca 1512., napisana je nakon provedene istrage u Ludbregu i kojom se događaj proglašava autentičnim, te je odlučeno da se na Tijelovo, Malu Gospu i Sv. Tomu mogu dijeliti oprosti vremenitih čistilišnih kazni. Nedugo po izdavanju bule, 21. veljače 1513. papa Julije II je umro.
Njegov nasljednik na Petrovoj stolici, papa Leon X na temelju bule svoga prethodnika i nakon što je u Rimu s Relikvijom predvodio procesiju, konačno je završio posao svoga prethodnika. Staklenu ampulu vratio je u Ludbreg i o svemu 19. ožujka 1513. izdao bulu, papinsko pismo u kojem nalaže da se Relikvija za sva vremena čuva u Ludbregu i u nedjelju prije Male Gospe izlaže narodu na pobožnost i klanjanje. Ovim papinskim pismom čiji se prijepis čuva u Kaptolskom arhivu u Zagrebu i službeno je utemeljeno ludbreško proštenište Predragocjene Krvi Isusove.

### Bula pape Leona X
"Leon, biskup, sluga slugu Božjih, svim Kristovim vjernicima, koji će vidjeti ovaj list, pozdrav i apostolski blagoslov. Razumu odgovara i dolikuje časti da se ono što je učinjeno po milosti rimskoga pontifeksa i izvrši, iako o tomu zbog njegove smrti nije sačinjeno apostolsko pismo.
Pošto je, dakle, nedavno, mome prethodniku blage uspomene, papi Juliju II, u ime ljubljenoga sina, plemenitog muža Tome od Žeča, namjesnik u vremenitim dobrima vile Letgenuth u Zagrebačkoj biskupiji, izloženo da ima već sto godina kako je neki svećenik, slaveći misu, poslije sakramenta Euharistije po običaju razlomio hostiju na tri dijela te jedan od njih uronio u kalež i kada je, prinoseći ustima tekućinu pretvorenu u Kristovu krv u posvećenomu kaležu kojim je slavio rečenu misu, počeo sumnjati da li se u kaležu po snazi ovoga sakramenta nalazi pravo tijelo i prava krv Kristova,da je navedena tekućina odmah postala vidljiva i dobila prirodnu boju krvi, a sam svećenik da je zapanjen ovim čudom neko vrijeme skrivao stvar, ali je napokon - jer Bog nije htio, kao što se moglo i vjerovati, da tako slavno čudo i potvrda katoličke vjere protiv onih koji u nju sumnjaju ostanu duže skriveni – kada je pao na samrtnu postelju, otvoreno ispovijedio sve kako se dogodilo, a navedeni kalež s onom tekućinom koja je imala boju vidljive i prirodne krvi izložio, odnosno predao da se odloži i zauvijek čuva u župnoj crkvi Sv. Trojstva u Ludbregu, u navedenoj biskupiji, da je Previšnji od onoga vremena naovamo u toj crkvi pri kaležu učinio mnoga i velika čuda, a i dandanas ih čini, pošto je, dakle sve to izloženo i još dodano da bi pobožnost prema ovom sakramentu u vjernom puku onih krajeva, koji radi obrane prave vjere posvuda ratuje protiv Turaka, još i više porasla, iako je već prilično velika, ako bi štovanje i pobožnost koji se iskazuju spram ovoga sakramenta bili osnaženi i autoritetom Apostolske stolice, a kako se slavom imena Božjega i umnažanjem kršćanske vjere pohvalno pridonosi spasu vjernih duša, navedeni je moj prethodnik, naklonjen molbama rečenoga Tome, u ovoj stvari svojim pismom povjerio i naložio opatima samostana od Brezsmonostera i od Chyaka, koji se ne nalaze ni u jednoj biskupiji, da potraže svjedoke o navedenomu i njihove izjave i svjedočenja u obliku javne isprave, zapečaćene njihovim pečatom, pošalju mome prethodniku. 
Navedeni su opati, postupajući u izvršenju ovoga pismenog naloga, pronašli mnoge vjerodostojne svjedoke, sastavili u obliku javne isprave njihove iskaze i svjedočanstva, zapečatili ih svojim pečatima i poslali mome prethodniku. On je, imajući na umu da milošću svemogućega Boga i, uzdajući se u moć blaženih apostola Petra i Pavla, dana 17 prosinca, desete godine svoga pontifikata, svima i svakome pojedino koji vjeruju u Krista, bez obzira na spol, pokajnicima, ispovjedanicima, ili onima koji se žele ispovijediti, koji od tada ubuduće u sva vremena na svetkovinu Tijela Kristova, ili rođenja Blažene Djevice Marije, ili pak svetoga Tome Apostola, na slavu kaleža i tekućine koja se u njemu čuva, pobožno pohode rečenu crkvu i pruže ruke pomoćnice radi izgradnje crkve i uzdržavanja svjetla i svega drugoga što je navedeno, kako god to učine, on je, dakle, njima milostivo u Gospodinu otpustio treći dio naložene im pokore koju bi pretrpjeli u čistilištu, a ako je i inače onima koji posjete tu crkvu i pruže ruke pomoćnice, kako je rečeno, ili daju pobožni milodar, podijelio neki drugi vječni oprost ili odrješenje koje je u to vrijeme još uvijek trajalo, ili je o tomu sačinjena isprava spomenutoga moga prethodnika, htio je da bude bez snage i valjanosti.
Da ne bi pak bilo sumnje o navedenome oprostu i volji moga prethodnika samo zato što zbog njegove smrti o tome nije sačinjena odgovarajuća isprava, želimo i snagom apostolske vlasti odlučujemo da ova isprava bude dostatna kao dokaz navedenoga oprosta i voljenog prethodnika, i da za tu dokazanu snagu ne treba druge pomoći. Izdano u Rimu, pri Svetome Petru, godine Gospodnjega utjelovljenja 1512. (14. ožujka), prve godine našega pontifikata.
Aloysius i Beltrum
1736., 6 ožujka u Zagrebu. Potrvrđujem da je ova kopija prepisana iz prastaroga transumpta koji se čuva u sakristiji zagrebačke katedralne crkve, da je sravnjena s njim od riječi do riječi i da mu u svemu odgovara.
Gabrijel Juraj etc.
Kanonik zagrebački i arhiđakon komarnički
Kaptolska pismohrana u Zagrebu
Preveo: prof. Jozo Ivanović

## Zanimljivosti
Ludbreg se prema lokalnoj legendi smatra središtem svijeta. Istina je da se mnogi svjetski gradovi nalaze na koncentričnim krugovima čije središte je upravo u Ludbregu (prvi krug Varaždin-Čakovec-Koprivnica, drugi Zagreb-Maribor-Kaposvar, treći Beč-Budimpešta-Trst, itd). Na glavnom trgu se nalazi točka koja predstavlja središte svijeta.

## Kultura
- Centar za kulturu i informiranje „Dragutin Novak"
- Gradska knjižnica i čitaonica „Mladen Kerstner“
- Gradski puhački orkestar
- KUD „Anka Ošpuh“
- Udruga Ludbreške mažoretkinke i Twirling klub
- Mješoviti pjevački zbor "Podravina"
- Župni zbor Crkve Presvetog Trojstva
- LUMEN - Ludbreška udruga mladih entuzijasta

## Šport
- NK Podravina Ludbreg
- KK Grafičar Ludbreg
- RK Ludbreg
- Udruga Mladi rukometaš Ludbreg
- ŽRK Ludbreg
- ŠRD Ludbreg
- HK Ludbreg

Od 2015. održava se trail utrka Crazy Hill Trail (CHT). Održavao se Ludbreški maraton.

## Poznate osobe
- Rudolf Fizir (1891. – 1960.), hrv. konstruktor zrakoplova
- Mladen Kerstner (1928. – 1991.), hrv. pisac, novinar, po njegovim djelima nastale su TV-serije Gruntovčani i Mejaši
- Danilo Pejović (1928. – 2007.), hrv. filozof
- Antun Bohnec (1923. – 1991.), hrv. gospodarstvenik, osnivač ludbreške mljekarske industrije
- Dubravka Krušelj Jurković (1972.), operna pjevačica i vokalna pedagoginja
- Tomislav Mužek (1976.), operni pjevač
- Vladimir Filipović (1906. – 1984.), filozof i sveučilišni profesor
- Sara Kolak (1995.), hrvatska atletičarka
- Vjekoslav Busija (1936. – 2015. ), Zapovjednik PP Ludbreg u vrijeme Domovinskog rata, dogradonačelnik Ludbrega
- Stanko Bajsić (1937.), generalni direktor SOUR-a Bednja, posljednji predsjednik općine Ludbreg (1982. – 1990.)
- Ružica Cindori, hrvatska pjesnikinja
- Mladen Pavković (1951.), hrvatski novinar i publicist
- Božo Hlastec (1923. – 1994.), hrv. pjesnik
- Marija Winter (1912. – 1989.), povjesničarka, spisateljica i prosvjetna radnica
- Bojan Vručina (1984.), nogometaš

## Vanjske poveznice
- Službene stranice grada
- Svetište Predragocjene Krvi Kristove  Arhivirana inačica izvorne stranice od 18. rujna 2020. (Wayback Machine)